# 河内町船津
河内町船津（かわちまちふなつ）は、熊本県熊本市西区の大字。郵便番号861-5347。

## 地理
有明海島原湾に面している。西区役所河内総合出張所があり、出張所前にはシトラスなどがある。南で河内町河内北で河内町白浜、東で河内町野出と隣接する。

### 河川
- 河内川
- 小責川（おぜきがわ）

### 小字
- 船津東（小・中学校がある）
- 船津中
- 船津西（総合出張所がある）
- 温泉（河内温泉がある）
- 小川内
- 尾跡
- 聖ヶ塔（聖ヶ塔病院がある）

## 世帯数と人口
2022年（令和4年）2月1日現在の世帯数と人口は以下の通りである。
| 町丁       | 世帯数  | 人口    |
| ---------- | ------- | ------- |
| 河内町船津 | 674世帯 | 1,698人 |

## 小・中学校の学区
市立小・中学校に通う場合、学区は以下の通りとなる。
| 番地 | 小学校             | 中学校             |
| ---- | ------------------ | ------------------ |
| 全域 | 熊本市立河内小学校 | 熊本市立河内中学校 |

## 道路
- 国道501号
- 熊本県道101号植木河内港線

## 施設
- 西区役所 河内まちづくりセンター 河内総合出張所
- 河内郵便局
- 熊本市立河内小学校
- 熊本市立河内中学校
- 河内温泉
- 河内まちづくり交流室・河内公民館
- 聖ケ塔病院
- JA熊本市河内